# 天水会

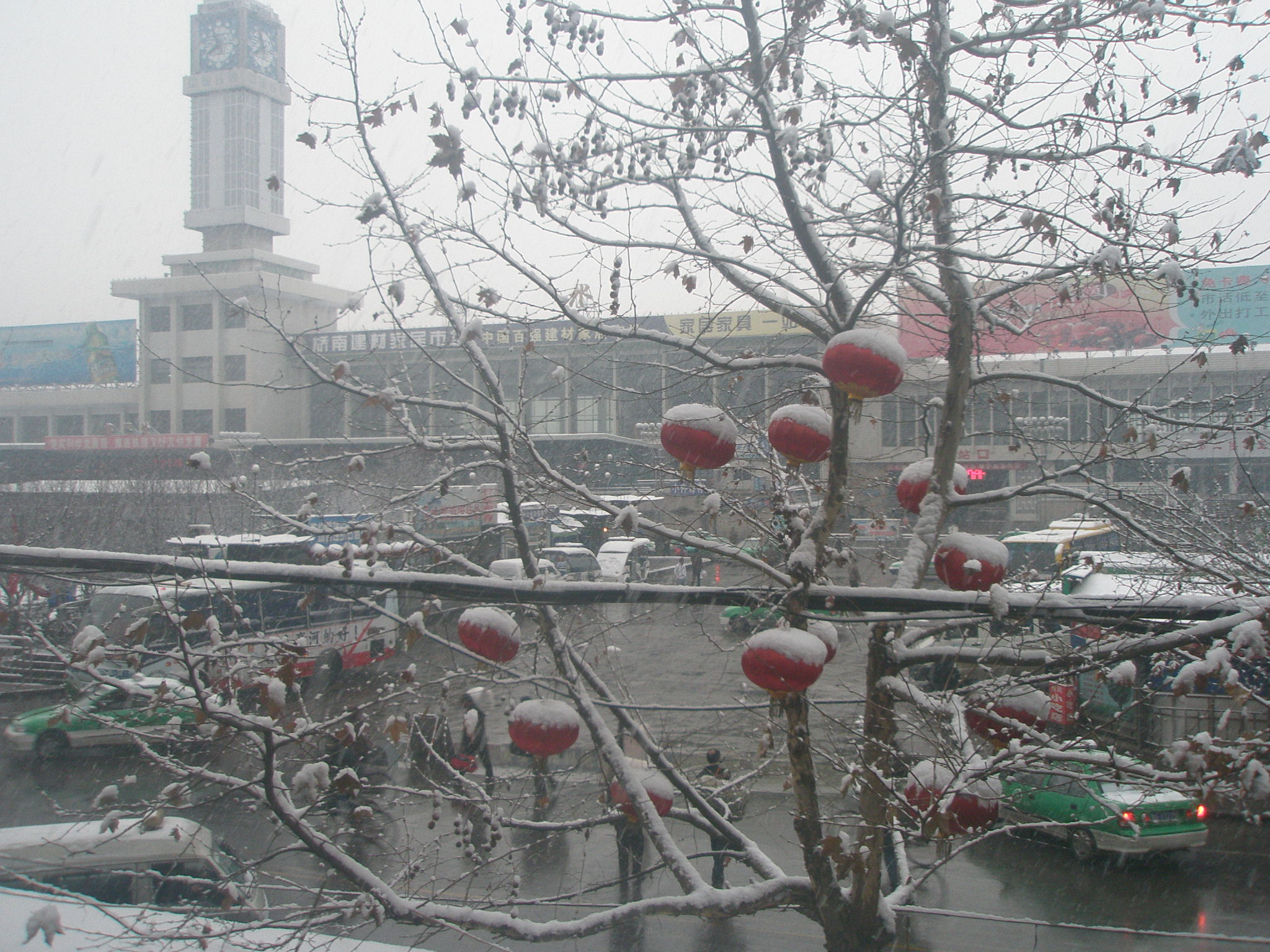
現在の天水駅 (2009年)

天水会（てんすいかい）は、中国甘粛省にある中国鉄道天水線（天水 - 蘭州、現在は隴海線の一部）の建設に留用された日本人300名が、日本帰国後に作った互助会である。

## 概要
中華人民共和国鉄道部は1950年から東西の鉄道幹線のひとつである天水線部分（天水 - 蘭州、354キロメートル）の建設を再開し、その際に南満洲鉄道などの鉄道関係者日本人300人（家族を入れると900人）を甘粛省天水市に滞在させ、鉄道建設に留用した。天水線は1952年にほぼ完成し、これら日本人は翌1953年に帰国して親睦団体「天水会」（会長：橋村武司）を組織し、おもに日中友好活動にたずさわっている。